# Gouvernement local au Royaume-Uni

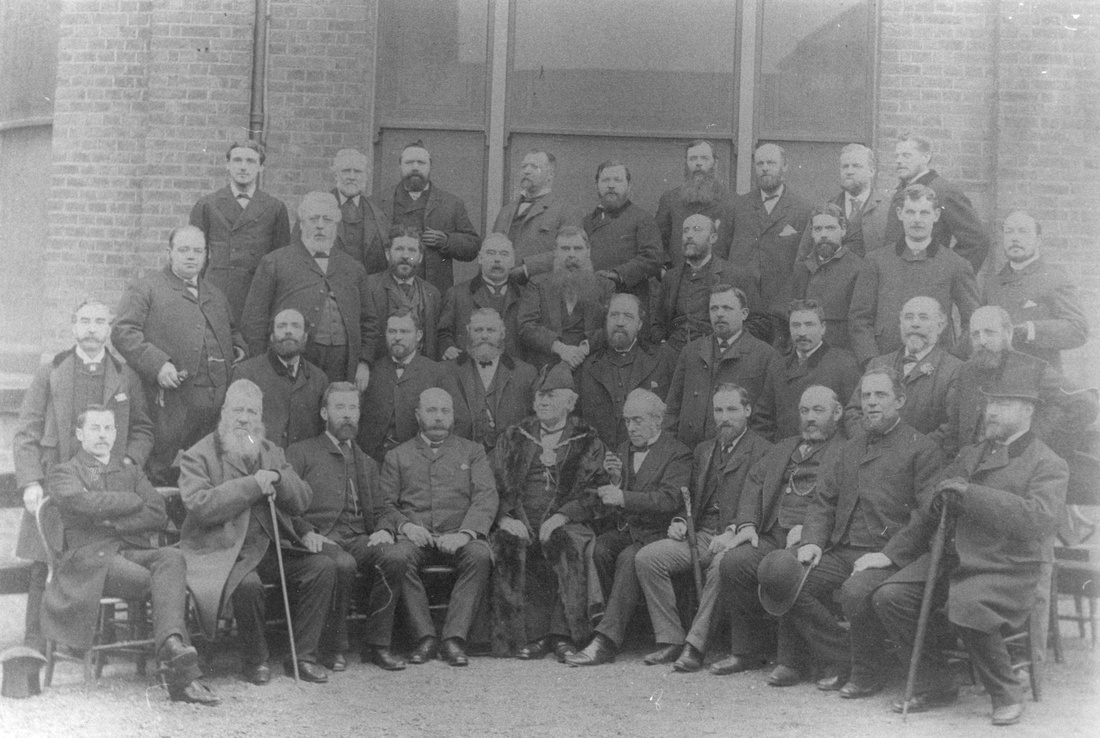
Gouvernement local du Royaume-Uni de West-Ham

Le gouvernement local au Royaume-Uni est une forme de décentralisation au sein du gouvernement britannique qui confère à chacune des quatre nations du Royaume-Uni une certaine autonomie pour des pouvoirs locaux définis.
- Gouvernement local en Angleterre
- Gouvernement local en Écosse
- Gouvernement local au pays de Galles
- Gouvernement local en Irlande du Nord